# Rugby 7 na Letnich Igrzyskach Olimpijskich 2020 – turniej mężczyzn
Męski turniej rugby 7 w ramach Letnich Igrzysk Olimpijskich 2020 odbył się w dniach 26–28 lipca 2021 na Ajinomoto Stadium w Tokio i rywalizowało w nim dwanaście reprezentacji.
Pierwszy dzień z kompletem zwycięstw zakończyło pięć reprezentacji, do półfinałów awansowały natomiast Fidżi, Argentyna, Nowa Zelandia i Wielka Brytania. Mistrzami olimpijskimi zostali ponownie reprezentanci Fidżi, którzy w finale pokonali Nową Zelandię, zaś brązowy medal zdobyła Argentyna. Kapitan triumfatorów, Jerry Tuwai, został pierwszym podwójnym złotym medalistą olimipjskim w rugby 7. Najwięcej punktów zdobył Nowozelandczyk Andrew Knewstubb, przyłożeń zaś Argentyńczyk Marcos Moneta.
World Rugby opublikowała następnie podsumowanie statystyczno-analityczne zawodów.

## Informacje ogólne
Wyłonione we wcześniejszych kwalifikacjach reprezentacje zostały podzielone na trzy czterozespołowe grupy według wyników osiągniętych w poprzednich dwóch sezonach World Rugby Sevens Series oraz innych turniejach usankcjonowanych przez World Rugby. W pierwszej fazie rywalizowały one systemem kołowym, po czym ustalony został ranking przed fazą pucharową, a pierwsze osiem zespołów awansowało do ćwierćfinałów. Areną zawodów był Ajinomoto Stadium, noszący podczas igrzysk nazwę Tokyo Stadium.
Lista arbitrów wyznaczonych do sędziowania turnieju została ogłoszona 16 kwietnia 2021 roku, na sto dni przed rozpoczęciem zawodów, ich wyznaczanie do poszczególnych spotkań odbywało się w przeddzień meczów. Składy i charakterystyki zespołów.

## Zakwalifikowane drużyny
| Kwalifikacja                          | Data                               | Gospodarz         | Miejsca | Zakwalifikowani                                         |
| ------------------------------------- | ---------------------------------- | ----------------- | ------- | ------------------------------------------------------- |
| Gospodarz                             | –                                  | –                 | 1       | Japonia                                                 |
| World Rugby Sevens Series (2018/2019) | 30 listopada 2018 – 9 czerwca 2019 |                   | 4       | Fidżi Nowa Zelandia Południowa Afryka Stany Zjednoczone |
| CONSUR Sevens 2019                    | 29–30 czerwca 2019                 | Chile             | 1       | Argentyna                                               |
| RAN Sevens 2019                       | 6–7 lipca 2019                     | Kajmany           | 1       | Kanada                                                  |
| Europejski turniej kwalifikacyjny     | 13–14 lipca 2019                   | Francja           | 1       | Wielka Brytania                                         |
| Mistrzostwa Oceanii 2019              | 7–9 listopada 2019                 | Fidżi             | 1       | Australia                                               |
| Mistrzostwa Afryki 2019               | 8–9 listopada 2019                 | Południowa Afryka | 1       | Kenia                                                   |
| Azjatycki turniej kwalifikacyjny      | 23–24 listopada 2019               | Korea Południowa  | 1       | Korea Południowa                                        |
| Światowy turniej kwalifikacyjny       | 18–20 czerwca 2020                 | Monako            | 1       | Irlandia                                                |
| Razem                                 |                                    |                   | 12      |                                                         |

## Grupy
| Grupa A          | Grupa B         | Grupa C           |
| ---------------- | --------------- | ----------------- |
| Argentyna        | Fidżi           | Irlandia          |
| Australia        | Japonia         | Kenia             |
| Korea Południowa | Kanada          | Południowa Afryka |
| Nowa Zelandia    | Wielka Brytania | Stany Zjednoczone |

## Faza grupowa

### Grupa A
| 26 lipca 202110:00 | Nowa Zelandia | 50:5 | Korea Południowa | Tokyo Stadium, Chōfu Sędzia: Sam Grove-White |
| 26 lipca 202110:00 |               | 50:5 |                  | Tokyo Stadium, Chōfu Sędzia: Sam Grove-White |

| 26 lipca 202110:30 | Australia | 19:29 | Argentyna | Tokyo Stadium, Chōfu Sędzia: Paulo Duarte |
| 26 lipca 202110:30 |           | 19:29 |           | Tokyo Stadium, Chōfu Sędzia: Paulo Duarte |

| 26 lipca 202117:30 | Nowa Zelandia | 35:14 | Argentyna | Tokyo Stadium, Chōfu Sędzia: Craig Evans |
| 26 lipca 202117:30 |               | 35:14 |           | Tokyo Stadium, Chōfu Sędzia: Craig Evans |

| 26 lipca 202118:00 | Australia | 42:5 | Korea Południowa | Tokyo Stadium, Chōfu Sędzia: Nehuén Jauri Rivero |
| 26 lipca 202118:00 |           | 42:5 |                  | Tokyo Stadium, Chōfu Sędzia: Nehuén Jauri Rivero |

| 27 lipca 202110:00 | Argentyna | 56:0 | Korea Południowa | Tokyo Stadium, Chōfu Sędzia: Matthew Rodden |
| 27 lipca 202110:00 |           | 56:0 |                  | Tokyo Stadium, Chōfu Sędzia: Matthew Rodden |

| 27 lipca 202110:30 | Nowa Zelandia | 14:12 | Australia | Tokyo Stadium, Chōfu Sędzia: Sam Grove-White |
| 27 lipca 202110:30 |               | 14:12 |           | Tokyo Stadium, Chōfu Sędzia: Sam Grove-White |

### Grupa B
| 26 lipca 202109:00 | Fidżi | 24:19 | Japonia | Tokyo Stadium, Chōfu Sędzia: Damon Murphy |
| 26 lipca 202109:00 |       | 24:19 |         | Tokyo Stadium, Chōfu Sędzia: Damon Murphy |

| 26 lipca 202109:30 | Wielka Brytania | 24:0 | Kanada | Tokyo Stadium, Chōfu Sędzia: James Doleman |
| 26 lipca 202109:30 |                 | 24:0 |        | Tokyo Stadium, Chōfu Sędzia: James Doleman |

| 26 lipca 202116:30 | Wielka Brytania | 34:0 | Japonia | Tokyo Stadium, Chōfu Sędzia: Paulo Duarte |
| 26 lipca 202116:30 |                 | 34:0 |         | Tokyo Stadium, Chōfu Sędzia: Paulo Duarte |

| 26 lipca 202117:00 | Fidżi | 28:14 | Kanada | Tokyo Stadium, Chōfu Sędzia: Jordan Way |
| 26 lipca 202117:00 |       | 28:14 |        | Tokyo Stadium, Chōfu Sędzia: Jordan Way |

| 27 lipca 202109:00 | Kanada | 36:12 | Japonia | Tokyo Stadium, Chōfu Sędzia: Damon Murphy |
| 27 lipca 202109:00 |        | 36:12 |         | Tokyo Stadium, Chōfu Sędzia: Damon Murphy |

| 27 lipca 202109:30 | Fidżi | 33:7 | Wielka Brytania | Tokyo Stadium, Chōfu Sędzia: James Doleman |
| 27 lipca 202109:30 |       | 33:7 |                 | Tokyo Stadium, Chōfu Sędzia: James Doleman |

### Grupa C
| 26 lipca 202111:00 | Południowa Afryka | 33:14 | Irlandia | Tokyo Stadium, Chōfu Sędzia: Craig Evans |
| 26 lipca 202111:00 |                   | 33:14 |          | Tokyo Stadium, Chōfu Sędzia: Craig Evans |

| 26 lipca 202111:30 | Stany Zjednoczone | 19:14 | Kenia | Tokyo Stadium, Chōfu Sędzia: Jordan Way |
| 26 lipca 202111:30 |                   | 19:14 |       | Tokyo Stadium, Chōfu Sędzia: Jordan Way |

| 26 lipca 202118:30 | Stany Zjednoczone | 19:17 | Irlandia | Tokyo Stadium, Chōfu Sędzia: James Doleman |
| 26 lipca 202118:30 |                   | 19:17 |          | Tokyo Stadium, Chōfu Sędzia: James Doleman |

| 26 lipca 202119:00 | Południowa Afryka | 14:5 | Kenia | Tokyo Stadium, Chōfu Sędzia: Damon Murphy |
| 26 lipca 202119:00 |                   | 14:5 |       | Tokyo Stadium, Chōfu Sędzia: Damon Murphy |

| 27 lipca 202111:00 | Kenia | 7:12 | Irlandia | Tokyo Stadium, Chōfu Sędzia: Jordan Way |
| 27 lipca 202111:00 |       | 7:12 |          | Tokyo Stadium, Chōfu Sędzia: Jordan Way |

| 27 lipca 202111:30 | Południowa Afryka | 17:12 | Stany Zjednoczone | Tokyo Stadium, Chōfu Sędzia: Craig Evans |
| 27 lipca 202111:30 |                   | 17:12 |                   | Tokyo Stadium, Chōfu Sędzia: Craig Evans |

## Faza pucharowa

### Mecze o miejsca 1–8
|  |                   |                   |                   |                   |                   |                     |                     |                     |               |               |               |               |                   |                   |                   |           |           |           |  |  |               |               |               |
|  | Mecz o 5. miejsce | Mecz o 5. miejsce | Mecz o 5. miejsce |                   |                   | Mecze o miejsca 5-8 | Mecze o miejsca 5-8 | Mecze o miejsca 5-8 |               |               | Ćwierćfinały  | Ćwierćfinały  | Ćwierćfinały      |                   |                   | Półfinały | Półfinały | Półfinały |  |  | Finał         | Finał         | Finał         |
|  | Mecz o 5. miejsce | Mecz o 5. miejsce | Mecz o 5. miejsce |                   |                   | Mecze o miejsca 5-8 | Mecze o miejsca 5-8 | Mecze o miejsca 5-8 |               |               | Ćwierćfinały  | Ćwierćfinały  | Ćwierćfinały      |                   |                   | Półfinały | Półfinały | Półfinały |  |  | Finał         | Finał         | Finał         |
|  |                   |                   |                   |                   |                   |                     | 27 lipca 2021       |                     |               |               |               |               |                   |                   |                   |           |           |           |  |  |               |               |               |
|  |                   |                   |                   |                   |                   |                     |                     |                     |               |               |               |               |                   |                   |                   |           |           |           |  |  |               |               |               |
|  | Nowa Zelandia     | Nowa Zelandia     | 21                |                   |                   |                     |                     |                     |               |               |               |               |                   |                   |                   |           |           |           |  |  |               |               |               |
|  | Nowa Zelandia     | Nowa Zelandia     | 21                |                   |                   |                     |                     |                     |               |               |               |               |                   |                   |                   |           |           |           |  |  |               |               |               |
|  | 28 lipca 2021     | 28 lipca 2021     | 28 lipca 2021     |                   |                   | Kanada              | Kanada              | 10                  |               |               | 28 lipca 2021 | 28 lipca 2021 | 28 lipca 2021     |                   |                   |           |           |           |  |  |               |               |               |
|  | 28 lipca 2021     | 28 lipca 2021     | 28 lipca 2021     |                   |                   | Kanada              | Kanada              | 10                  |               |               | 28 lipca 2021 | 28 lipca 2021 | 28 lipca 2021     |                   |                   |           |           |           |  |  |               |               |               |
|  | Kanada            | Kanada            | 14                |                   |                   |                     | Nowa Zelandia       | Nowa Zelandia       | 29            |               |               |               |                   |                   |                   |           |           |           |  |  |               |               |               |
|  | Kanada            | Kanada            | 14                |                   |                   |                     | Nowa Zelandia       | Nowa Zelandia       | 29            |               |               |               |                   |                   |                   |           |           |           |  |  |               |               |               |
|  |                   |                   | Stany Zjednoczone | Stany Zjednoczone | 21                |                     |                     | 27 lipca 2021       | 27 lipca 2021 | 27 lipca 2021 |               |               | Wielka Brytania   | Wielka Brytania   | 7                 |           |           |           |  |  |               |               |               |
|  |                   |                   |                   | Stany Zjednoczone | 21                |                     |                     | 27 lipca 2021       | 27 lipca 2021 | 27 lipca 2021 |               |               | Wielka Brytania   | Wielka Brytania   | 7                 |           |           |           |  |  |               |               |               |
|  |                   |                   |                   | Wielka Brytania   | Wielka Brytania   | 26                  |                     |                     |               |               |               |               |                   |                   |                   |           |           |           |  |  |               |               |               |
|  |                   |                   |                   | Wielka Brytania   | Wielka Brytania   | 26                  |                     |                     |               |               |               |               |                   |                   |                   |           |           |           |  |  |               |               |               |
|  | 28 lipca 2021     | 28 lipca 2021     | 28 lipca 2021     |                   |                   | Stany Zjednoczone   | Stany Zjednoczone   | 21                  |               |               | 28 lipca 2021 | 28 lipca 2021 | 28 lipca 2021     |                   |                   |           |           |           |  |  |               |               |               |
|  | 28 lipca 2021     | 28 lipca 2021     | 28 lipca 2021     |                   |                   |                     | Stany Zjednoczone   | 21                  |               |               | 28 lipca 2021 | 28 lipca 2021 | 28 lipca 2021     |                   |                   |           |           |           |  |  |               |               |               |
|  | Stany Zjednoczone | Stany Zjednoczone | 7                 |                   |                   |                     | Nowa Zelandia       | Nowa Zelandia       | 12            |               |               |               |                   |                   |                   |           |           |           |  |  |               |               |               |
|  | Stany Zjednoczone | Stany Zjednoczone | 7                 |                   |                   |                     |                     |                     | 12            |               |               |               |                   |                   |                   |           |           |           |  |  |               |               |               |
|  | Południowa Afryka | Południowa Afryka | 28                |                   |                   | 27 lipca 2021       | 27 lipca 2021       | 27 lipca 2021       |               |               | Fidżi         | Fidżi         | 27                |                   |                   |           |           |           |  |  |               |               |               |
|  | Południowa Afryka | Południowa Afryka | 28                |                   |                   | 27 lipca 2021       | 27 lipca 2021       | 27 lipca 2021       |               |               |               | Fidżi         | 27                |                   |                   |           |           |           |  |  |               |               |               |
|  |                   |                   |                   | Południowa Afryka | Południowa Afryka | 14                  |                     |                     |               |               |               |               |                   |                   |                   |           |           |           |  |  |               |               |               |
|  |                   |                   |                   | Południowa Afryka | Południowa Afryka | 14                  |                     |                     |               |               |               |               |                   |                   |                   |           |           |           |  |  |               |               |               |
|  | 28 lipca 2021     | 28 lipca 2021     | 28 lipca 2021     |                   |                   | Argentyna           | Argentyna           | 19                  |               |               | 28 lipca 2021 | 28 lipca 2021 | 28 lipca 2021     |                   |                   |           |           |           |  |  |               |               |               |
|  | 28 lipca 2021     | 28 lipca 2021     | 28 lipca 2021     |                   |                   | Argentyna           | Argentyna           | 19                  |               |               | 28 lipca 2021 | 28 lipca 2021 | 28 lipca 2021     |                   |                   |           |           |           |  |  |               |               |               |
|  | Mecz o 7. miejsce | Mecz o 7. miejsce | Mecz o 7. miejsce | Południowa Afryka | Południowa Afryka | 22                  |                     |                     |               | Argentyna     | Argentyna     | 14            | Mecz o 3. miejsce | Mecz o 3. miejsce | Mecz o 3. miejsce |           |           |           |  |  |               |               |               |
|  | Mecz o 7. miejsce | Mecz o 7. miejsce | Mecz o 7. miejsce | Południowa Afryka | Południowa Afryka | 22                  |                     |                     |               | Argentyna     | Argentyna     | 14            | Mecz o 3. miejsce | Mecz o 3. miejsce | Mecz o 3. miejsce |           |           |           |  |  |               |               |               |
|  | 28 lipca 2021     | 28 lipca 2021     | 28 lipca 2021     |                   |                   | Australia           | Australia           | 19                  |               |               | 27 lipca 2021 | 27 lipca 2021 | 27 lipca 2021     |                   |                   | Fidżi     | Fidżi     | 26        |  |  | 28 lipca 2021 | 28 lipca 2021 | 28 lipca 2021 |
|  | 28 lipca 2021     | 28 lipca 2021     | 28 lipca 2021     |                   |                   | Australia           | Australia           | 19                  |               |               | 27 lipca 2021 | 27 lipca 2021 | 27 lipca 2021     |                   |                   | Fidżi     | Fidżi     | 26        |  |  | 28 lipca 2021 | 28 lipca 2021 | 28 lipca 2021 |
|  | Kanada            | Kanada            | 7                 |                   |                   |                     | Fidżi               | Fidżi               | 19            |               |               |               | Wielka Brytania   | Wielka Brytania   | 12                |           |           |           |  |  |               |               |               |
|  | Kanada            | Kanada            | 7                 |                   |                   |                     | Fidżi               | Fidżi               | 19            |               |               |               | Wielka Brytania   | Wielka Brytania   | 12                |           |           |           |  |  |               |               |               |
|  | Australia         | Australia         | 26                |                   |                   | Australia           | Australia           | 0                   |               |               | Argentyna     | Argentyna     | 17                |                   |                   |           |           |           |  |  |               |               |               |
|  | Australia         | Australia         | 26                |                   |                   | Australia           | Australia           | 0                   |               |               |               | Argentyna     | 17                |                   |                   |           |           |           |  |  |               |               |               |

| 27 lipca 202117:30 | Nowa Zelandia | 21:10 | Kanada | Tokyo Stadium, Chōfu Sędzia: Jordan Way |
| 27 lipca 202117:30 |               | 21:10 |        | Tokyo Stadium, Chōfu Sędzia: Jordan Way |

| 27 lipca 202119:00 | Fidżi | 19:0 | Australia | Tokyo Stadium, Chōfu Sędzia: Craig Evans |
| 27 lipca 202119:00 |       | 19:0 |           | Tokyo Stadium, Chōfu Sędzia: Craig Evans |

| 27 lipca 202118:00 | Wielka Brytania | 26:21 | Stany Zjednoczone | Tokyo Stadium, Chōfu Sędzia: James Doleman |
| 27 lipca 202118:00 |                 | 26:21 |                   | Tokyo Stadium, Chōfu Sędzia: James Doleman |

| 27 lipca 202118:30 | Południowa Afryka | 14:19 | Argentyna | Tokyo Stadium, Chōfu Sędzia: Damon Murphy |
| 27 lipca 202118:30 |                   | 14:19 |           | Tokyo Stadium, Chōfu Sędzia: Damon Murphy |

| 28 lipca 202111:00 | Nowa Zelandia | 29:7 | Wielka Brytania | Tokyo Stadium, Chōfu Sędzia: Damon Murphy |
| 28 lipca 202111:00 |               | 29:7 |                 | Tokyo Stadium, Chōfu Sędzia: Damon Murphy |

| 28 lipca 202111:30 | Argentyna | 14:26 | Fidżi | Tokyo Stadium, Chōfu Sędzia: James Doleman |
| 28 lipca 202111:30 |           | 14:26 |       | Tokyo Stadium, Chōfu Sędzia: James Doleman |

| 28 lipca 202118:00 | Nowa Zelandia | 12:27 | Fidżi | Tokyo Stadium, Chōfu Sędzia: Damon Murphy |
| 28 lipca 202118:00 |               | 12:27 |       | Tokyo Stadium, Chōfu Sędzia: Damon Murphy |

| 28 lipca 202117:30 | Wielka Brytania | 12:17 | Argentyna | Tokyo Stadium, Chōfu Sędzia: James Doleman |
| 28 lipca 202117:30 |                 | 12:17 |           | Tokyo Stadium, Chōfu Sędzia: James Doleman |

Mecze o miejsca 5-8
| 28 lipca 202110:30 | Południowa Afryka | 22:19 | Australia | Tokyo Stadium, Chōfu Sędzia: Craig Evans |
| 28 lipca 202110:30 |                   | 22:19 |           | Tokyo Stadium, Chōfu Sędzia: Craig Evans |

| 28 lipca 202110:00 | Kanada | 14:21 | Stany Zjednoczone | Tokyo Stadium, Chōfu Sędzia: Francisco González |
| 28 lipca 202110:00 |        | 14:21 |                   | Tokyo Stadium, Chōfu Sędzia: Francisco González |

| 28 lipca 202117:00 | Stany Zjednoczone | 7:28 | Południowa Afryka | Tokyo Stadium, Chōfu Sędzia: Sam Grove-White |
| 28 lipca 202117:00 |                   | 7:28 |                   | Tokyo Stadium, Chōfu Sędzia: Sam Grove-White |

| 28 lipca 202116:30 | Kanada | 7:26 | Australia | Tokyo Stadium, Chōfu Sędzia: Paulo Duarte |
| 28 lipca 202116:30 |        | 7:26 |           | Tokyo Stadium, Chōfu Sędzia: Paulo Duarte |

### Mecze o miejsca 9–12
|  |                  |                  |           |                    |    |                   |                   |                   |
|  | Półfinały        | Półfinały        | Półfinały |                    |    | Mecz o 9. miejsce | Mecz o 9. miejsce | Mecz o 9. miejsce |
|  | Półfinały        | Półfinały        | Półfinały |                    |    | Mecz o 9. miejsce | Mecz o 9. miejsce | Mecz o 9. miejsce |
|  | 27 lipca 2021    |                  |           |                    |    |                   |                   |                   |
|  |                  |                  |           |                    |    |                   |                   |                   |
|  | Irlandia         | Irlandia         | 31        |                    |    |                   |                   |                   |
|  | Irlandia         | Irlandia         | 31        | 28 lipca 2021      |    |                   |                   |                   |
|  | Korea Południowa | Korea Południowa | 0         |                    |    |                   |                   |                   |
|  | Korea Południowa | Korea Południowa | 0         |                    |    | Irlandia          | Irlandia          | 0                 |
|  | 27 lipca 2021    |                  |           |                    |    | Irlandia          | Irlandia          | 0                 |
|  |                  |                  | Kenia     | Kenia              | 22 |                   |                   |                   |
|  | Kenia            | Kenia            | Kenia     | Kenia              | 22 | 21                |                   |                   |
|  | Kenia            | Kenia            |           |                    |    |                   |                   |                   |
|  | Japonia          | Japonia          | 7         |                    |    |                   |                   |                   |
|  | Japonia          | Japonia          | 7         | Mecz o 11. miejsce |    |                   |                   |                   |
|  |                  |                  |           |                    |    |                   |                   |                   |
|  | 28 lipca 2021    |                  |           |                    |    |                   |                   |                   |
|  |                  |                  |           |                    |    |                   |                   |                   |
|  | Korea Południowa | Korea Południowa | 19        |                    |    |                   |                   |                   |
|  | Korea Południowa | Korea Południowa | 19        |                    |    |                   |                   |                   |
|  | Japonia          | Japonia          | 31        |                    |    |                   |                   |                   |
|  | Japonia          | Japonia          | 31        |                    |    |                   |                   |                   |

| 27 lipca 202116:30 | Irlandia | 31:0 | Korea Południowa | Tokyo Stadium, Chōfu Sędzia: Francisco González |
| 27 lipca 202116:30 |          | 31:0 |                  | Tokyo Stadium, Chōfu Sędzia: Francisco González |

| 27 lipca 202117:00 | Kenia | 21:7 | Japonia | Tokyo Stadium, Chōfu Sędzia: Damian Schneider |
| 27 lipca 202117:00 |       | 21:7 |         | Tokyo Stadium, Chōfu Sędzia: Damian Schneider |

| 28 lipca 202109:30 | Irlandia | 0:22 | Kenia | Tokyo Stadium, Chōfu Sędzia: Damian Schneider |
| 28 lipca 202109:30 |          | 0:22 |       | Tokyo Stadium, Chōfu Sędzia: Damian Schneider |

| 28 lipca 202109:00 | Korea Południowa | 19:31 | Japonia | Tokyo Stadium, Chōfu Sędzia: Richard Haughton |
| 28 lipca 202109:00 |                  | 19:31 |         | Tokyo Stadium, Chōfu Sędzia: Richard Haughton |

## Klasyfikacja końcowa
| Miejsce | Reprezentacja     |
| ------- | ----------------- |
| złoto   | Fidżi             |
| srebro  | Nowa Zelandia     |
| brąz    | Argentyna         |
| 4       | Wielka Brytania   |
| 5       | Południowa Afryka |
| 6       | Stany Zjednoczone |
| 7       | Australia         |
| 8       | Kanada            |
| 9       | Kenia             |
| 10      | Irlandia          |
| 11      | Japonia           |
| 12      | Korea Południowa  |

## Medaliści[54]
| Mistrz | Wicemistrz | III miejsce |
| --- | --- | --- |
| Fidżi Kalione Nasoko Josua Vakurinabili Meli Derenalagi Iosefo Masi Asaeli Tuivuaka Semi Radradra Vilimoni Botitu Waisea Nacuqu Napolioni Bolaca Jiuta Wainiqolo Aminiasi Tuimaba Jerry Tuwai Sireli MaqalaGareth Baber | Nowa Zelandia Tim Mikkelson Scott Curry Dylan Collier Tone Ng Shiu Amanaki Nicole Andrew Knewstubb Ngarohi McGarvey-Black Sione Molia Kurt Baker Joe Webber Etene Nanai-Seturo Regan Ware William WarbrickClark Laidlaw | Argentyna Santiago Álvarez Lautaro Bazán Lucio Cinti Rodrigo Etchart Luciano González Rodrigo Isgro Santiago Mare Ignacio Mendy Marcos Moneta Matías Osadczuk Gastón Revol Germán Schulz Felipe del MestreSantiago Gómez Cora |